# コロンボ日本人学校
コロンボ日本人学校（コロンボにほんじんがっこう、英: Japanese School in Colombo）は、スリランカ最大の都市コロンボにある日本人学校。1966年設立。2023年現在、小学部9名、中学部2名の合計11名が学んでいる。

## 沿革
1966年9月2日開校。30年以上にわたり自前の校舎を有していなかったが、2002年4月に校舎が完成し、移転した。小学部と中学部合わせて50人を超えていた時期もあるが、2010年代には10人台で推移している。

## 教育
日本人学校であるためカリキュラムは日本の学習指導要領に準拠しているが、英語教育やスリランカ文化、日本の伝統文化を学ぶ授業などに取り組んでいる。
特に国際理解教育には力を入れており、International Activityという授業を通じて現地理解や環境教育、文化、宗教、スポーツなど多岐にわたる授業が提供されている。また、社会科では副読本として「わたしたちのスリランカ」という編纂し使用している。
新型コロナウイルス感染症の世界的流行時にはZoomによるオンラインでの公開授業も行った。またパナソニック教育財団から支援を受け、一人一台のIPadを利用した教育も行われている。